# 心理捜査官 草薙葵
『心理捜査官 草薙葵』（しんりそうさかん くさなぎあおい）は、構成：中丸謙一朗、ストーリー：岐澄森、作画：月島薫による日本の漫画。『週刊少年ジャンプ』（集英社）において、1996年33号から1997年5・6号まで連載された。単行本（ジャンプ・コミックス）全3巻。

## 概要
『週刊少年ジャンプ』1995年35号にて、第2回『黄金の女神像争奪ジャンプ新人海賊杯』の参加作品として『心理捜査官 三島清人』のタイトルで読み切りが掲載される。コンテストに出品された4作品の中で、第2位を獲得し、タイトルを『心理捜査官 草薙葵』に変えて連載となった。
単行本全3巻のうち、『週刊少年ジャンプ』1996年46・47・48号に渡って描かれたProfile3は、未収録である。それに代わり、第3巻には描き下ろしエピソードが存在している。前述の読み切り『心理捜査官 三島清人』も単行本に収録されている。
木多康昭の漫画『幕張』でネタにされていたことも有名である。月島は怒ってはいないが、殺人事件の被害者として木多を登場させ意趣返しした。

## あらすじ
主人公の草薙葵は、警視庁の捜査11課に勤務するプロファイリングの使い手である。ストーリーは1人の新米女刑事・燈崎要子 (とうざき かなこ) が、葵のいる警視庁のプロファイリング課に配属されるところから始まる。プロファイリングという、犯人の心理状態や、現場のわずかな証拠から犯人を割り出すという、極めて推理力を要求される捜査方法を用いて葵が要子とともに数々の猟奇殺人を解決していく。